# Watch My Lips World Tour
Watch My Lips Tour fue el título de la Gira Europea y Australiana que realizó Sophie Ellis-Bextor alrededor de toda Europa, Asia y Oceanía en el año 2002.

## La Gira
Sophie comenzó su gira en el "Hammersmith Apollo" de Londres a comienzos del año 2002 y terminó su espectacular gira en el "Shepherds Bush Empire" de Londres, llenando todos sus shows a lo largo de toda la geografía europea.
Sophie y su banda realizaron más de 20 conciertos a lo largo de toda la geografía mundial, en el que más de dos millones de personas acudieron a los conciertos de la cantante británica.
Su gira comenzó en el Reino Unido, pasando a continuación por Irlanda, Francia, Alemania, Italia, Noruega, Suecia, Polonia, Austria, Hong Kong, Malasia, Singapur y Australia.

## Fechas del Tour

### Europa
| Fecha                 | Ciudad     | País         | Lugar                     |
| --------------------- | ---------- | ------------ | ------------------------- |
| 1 de febrero de 2002  | Londres    | Reino Unido  | Hammersmith Apollo        |
| 3 de febrero de 2002  | Mánchester | Reino Unido  | Manchester Academy 2      |
| 5 de febrero de 2002  | Bristol    | Reino Unido  | Bristol Academy           |
| 7 de febrero de 2002  | Norwich    | Reino Unido  | Norwich UEA               |
| 9 de febrero de 2002  | Oxford     | Reino Unido  | Oxford Academy            |
| 11 de febrero de 2002 | Liverpool  | Reino Unido  | Liverpool Carling Academy |
| 13 de febrero de 2002 | Glasgow    | Reino Unido  | Glasgow ABC               |
| 15 de febrero de 2002 | Cardiff    | Reino Unido  | Cardiff Arena             |
| 17 de febrero de 2002 | Birmingham | Reino Unido  | Birminghan Arena          |
| 20 de febrero de 2002 | París      | Francia      | Zenith                    |
| 21 de febrero de 2002 | París      | Francia      | Zenith                    |
| 22 de febrero de 2002 | París      | Francia      | Zenith                    |
| 25 de febrero de 2002 | Toulouse   | Francia      | Toulousse Arena           |
| 27 de febrero de 2002 | Lyon       | Francia      | Olympique de Lyon         |
| 1 de marzo de 2002    | Lille      | Francia      | Lille Stadium             |
| 3 de marzo de 2002    | Berlín     | Alemania     | The Dome                  |
| 4 de marzo de 2002    | Berlín     | Alemania     | The Dome                  |
| 6 de marzo de 2002    | Múnich     | Alemania     | Olympiahalle              |
| 7 de marzo de 2002    | Hamburgo   | Alemania     | Color Line Arena          |
| 10 de marzo de 2002   | Viena      | Austria      | Stadthalle                |
| 13 de marzo de 2002   | Roma       | Italia       | Estadio de la Roma        |
| 14 de marzo de 2002   | Milán      | Italia       | Fila Forum                |
| 16 de marzo de 2002   | Estocolmo  | Suecia       | Hovet                     |
| 17 de marzo de 2002   | Oslo       | Noruega      | Oslo Spectrum             |
| 20 de marzo de 2002   | Róterdam   | Países Bajos | Ahoy                      |
| 22 de marzo de 2002   | Varsovia   | Polonia      | Varsovia Arena            |
| 24 de marzo de 2002   | Dublín     | Irlanda      | The Point Depot           |
| 25 de marzo de 2002   | Dublín     | Irlanda      | The Point Depot           |
| 26 de marzo de 2002   | Dublín     | Irlanda      | The Point Depot           |

### Asia
| Fecha               | Ciudad       | País     | Lugar             |
| ------------------- | ------------ | -------- | ----------------- |
| 7 de abril de 2002  | Singapur     | Singapur | Singapore Arena   |
| 9 de abril de 2002  | Kuala Lumpur | Malasia  | KLA               |
| 12 de abril de 2002 | Hong Kong    | China    | Hong Kong Arena   |
| 19 de abril de 2002 | Tokio        | Japón    | Tokyo Show Centre |

### Australia
| Fecha              | Ciudad    | País      | Lugar                 |
| ------------------ | --------- | --------- | --------------------- |
| 10 de mayo de 2002 | Sídney    | Australia | Entertainment Centre  |
| 11 de mayo de 2002 | Sídney    | Australia | Entertainment Centre  |
| 12 de mayo de 2002 | Sídney    | Australia | Entertainment Centre  |
| 16 de mayo de 2002 | Camberra  | Australia | Camberra Arena Centre |
| 18 de mayo de 2002 | Melbourne | Australia | Rod Laver Arena       |

### Concierto Especial
| Fecha              | Ciudad  | País        | Lugar                 |
| ------------------ | ------- | ----------- | --------------------- |
| 1 de junio de 2002 | Londres | Reino Unido | Shepherds Bush Empire |

## Repertorio
- Sparkle
- Murder On The DanceFloor
- Take Me Home
- Lover
- The Universe Is You
- Groovejet (If This Ain't Love)
- Is It Any Wonder
- Get Over You
- Music Gets The Best Of Me
- Move This Mountain
- Everything Falls Into Place
- A Pessimist Is Never Disappointed
- Final Move
- By Chance
- I Believe
- Leave The Others Alone
- Na Jemais Déçu
- Never Let Me Down
- Live It Up!
- Je Suis Content
- One Way Or Another
- I Got The Wherewithal
- I Know Enough [I Don't Get Enough]

## DVD Release
El DVD de la gira "Watch My Lips" fue grabado durante el último concierto en el Shepherds Bush Empire de Londres. El DVD fue lanzado el 1 de diciembre del 2003. A finales del 2004, se lanzó al mercado una versión del DVD para la PSP.